# Tudclyd

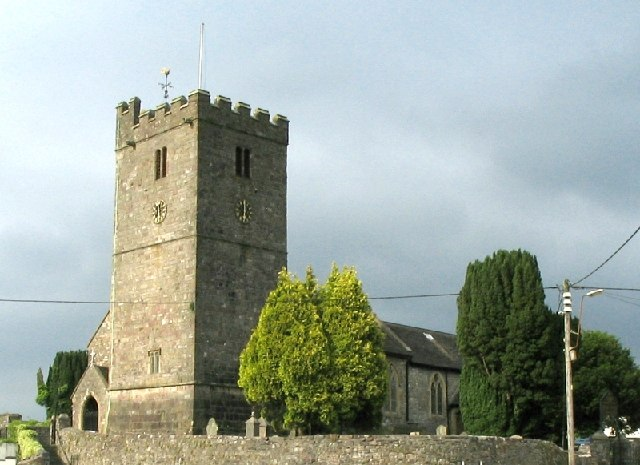
Kirche St. Tybie in Llandybie

Die heilige Tudclyd (auch Tudy, Tudelyd, Tybie oder Tydie genannt; * in Brycheiniog/Breconshire, Wales; † 532 (?) in der Bretagne) war eine Nonne und Missionarin. Ihr Gedenktag ist der 30. Januar (römisch-katholisch und orthodox als Tudy). Sie sollte nicht mit dem bretonischen Heiligen Tudy verwechselt werden.

## Leben
Tudclyd soll eine der heiligen Töchter, darunter Tydfil, des legendären Brychan, König von Brycheiniog, gewesen sein und ein Leben als Nonne geführt haben. Die Ortschaft Llandybie in Wales ist nach ihr benannt und die dortige Pfarrkirche St Tybie trägt ihr Patrozinium.